# پول کثیف (مجموعه تلویزیونی)
پول کثیف یک مجموعه تلویزیونی به کارگردانی جواد افشار می‌باشد که از شبکه پنج پخش شده‌است.
موسیقی متن و خواننده تیتراژ میانی و پایانی این مجموعه تلویزیونی بر عهده احسان خواجه امیری بود که با استقبال زیادی بین مخاطبان همراه شد.

## خلاصه داستان
داریوش (فرهاد جم) و مریم (زیبا بروفه) زوج جوانی هستند که در ورطه ورشکستگی قرار دارند و شیوا برای کمک مالی به کیانی (رضا رویگری) که از اقوام شوهرش است، رو می‌آورد و کم‌کم داریوش به واسطه کیانی به قاچاق کالا دست می‌زند.

## بازیگران
- فرهاد جم
- زیبا بروفه
- رضا رویگری
- غلامحسین لطفی
- آناهیتا نعمتی
- خاطره حاتمی
- علی‌رام نورایی
- شراره رخام
- کاوه خداشناس
- بهمن دان
- محسن زهتاب
- حسین خانی بیک
- سیدجواد هاشمی
- نفیسه روشن